# 24 ur Le Mansa 1979
24 ur Le Mansa 1979 je bila sedeminštirideseta vzdržljivostna dirka 24 ur Le Mansa. Potekala je 9. in 10. junija 1979.

## Rezultati

### Uvrščeni
| Poz | Razred    | Št | Moštvo                                   | Dirkači                                                     | Šasija               | Motor                     | Krogi |
| --- | --------- | -- | ---------------------------------------- | ----------------------------------------------------------- | -------------------- | ------------------------- | ----- |
| 1   | Gr.5 +2.0 | 41 | Porsche Kremer Racing                    | Klaus Ludwig Don Whittington Bill Whittington               | Porsche 935 K3       | Porsche 3.0L Turbo Flat-6 | 307   |
| 2   | IMSA +2.5 | 70 | Dick Barbour Racing                      | Rolf Stommelen Paul Newman Dick Barbour                     | Porsche 935/77A      | Porsche 3.0L Turbo Flat-6 | 299   |
| 3   | Gr.5 +2.0 | 40 | Porsche Kremer Racing                    | Laurent Ferrier François Servanin François Trisconi         | Porsche 935/77A      | Porsche 3.0L Turbo Flat-6 | 297   |
| 4   | GT +3.0   | 82 | Lubrifilm Racing Team                    | Herbert Müller Angelo Pallavicini Marco Vanoli              | Porsche 934          | Porsche 3.0L Turbo Flat-6 | 296   |
| 5   | S +2.0    | 5  | VSD Canon Jean Rondeau                   | Jean Ragnotti Bernard Darniche                              | Rondeau M379         | Ford Cosworth DFV 3.0L V8 | 292   |
| 6   | IMSA +2.5 | 76 | Hervé Poulain                            | Manfred Winkelhock Marcel Mignot Hervé Poulain              | BMW M1               | BMW M88 3.5L I6           | 288   |
| 7   | Gr.5 +2.0 | 42 | Sekurit Racing Autohaus Max Moritz GmbH  | Edgar Dören Dieter Schornstein Götz von Tschirnhaus         | Porsche 935/77A      | Porsche 3.0L Turbo Flat-6 | 283   |
| 8   | IMSA +2.5 | 72 | Dick Barbour Racing                      | Edwin Abate Bob Garretson Skeeter McKitterick               | Porsche 935/78       | Porsche 3.0L Turbo Flat-6 | 283   |
| 9   | IMSA +2.5 | 73 | Wynn's International Dick Barbour Racing | Robert Kirby Bob Harmon John Hotchkis                       | Porsche 935/78       | Porsche 3.0L Turbo Flat-6 | 280   |
| 10  | S +2.0    | 4  | ITT Oceanic Jean Rondeau                 | Henri Pescarolo Jean-Pierre Beltoise                        | Rondeau M379         | Ford Cosworth DFV 3.0L V8 | 279   |
| 11  | Gr.5 +2.0 | 43 | Claude Haldi                             | Claude Haldi Herbert Loewe Rodrigo Terran                   | Porsche 935          | Porsche 3.0L Turbo Flat-6 | 275   |
| 12  | IMSA +2.5 | 61 | "Beurlys"                                | Nick Faure Steve O'Rourke Bernard de Dryver Jean Blaton     | Ferrari 512BB/LM     | Ferrari 4.9L Flat-12      | 274   |
| 13  | Gr.5 +2.0 | 45 | Porsche Kremer Racing                    | Axel Plankenhorn Philippe Gurdjian Louis Krages             | Porsche 935 K3       | Porsche 3.0L Turbo Flat-6 | 273   |
| 14  | GTP +3.0  | 52 | WM A.E.R.E.M.                            | Jean-Daniel Raulet Marcel Mamers Serge Saulnier             | WM P79               | Peugeot PRV 2.7L Turbo V6 | 272   |
| 15  | Gr.5 +2.0 | 39 | ASA Cachia                               | Jacques Guérin "Chanaud" Fréderic Alliot                    | Porsche 935          | Porsche 3.0L Turbo Flat-6 | 268   |
| 16  | GT +3.0   | 86 | Kores Racing                             | Georges Bourdillat Pascal Ennequin Alain-Michel Bernhard    | Porsche 934          | Porsche 3.0L Turbo Flat-6 | 265   |
| 17  | S 2.0     | 29 | Mogil Motors Ltd.                        | Robin Smith Tony Charnell Richard Jones                     | Chevron B36          | Ford Cosworth BDG 2.0L I4 | 265   |
| 18  | S 2.0     | 24 | Dorset Racing Associates                 | Brian Joscelyne Tony Birchenhough Richard Jenvey Nick Mason | Lola T297            | Ford Cosworth BDX 2.0L I4 | 260   |
| 19  | GT +3.0   | 84 | Anny-Charlotte Verney                    | Anny-Charlotte Verney Patrick Bardinon René Metge           | Porsche 934          | Porsche 3.0L Turbo Flat-6 | 251   |
| 20  | S +2.0    | 15 | Fisons Agricole - Simon Phillips         | Martin Raymond Simon Phillips Ray Mallock                   | De Cadenet-Lola T380 | Ford Cosworth DFV 3.0L V8 | 250   |
| 21  | S 2.0     | 20 | Lambretta S.A.F.D.                       | Pierre Yver Max Cohen-Olivar Michel Elkoubi                 | Lola T298            | BMW 2.0L I4               | 248   |
| 22  | S 2.0     | 28 | Racing Organisation Course (ROC)         | Bernard Verdier Albert Dufréne Noël del Bello               | Chevron B36          | ROC-Chrysler 2.0L I4      | 239   |

### Odstopi
| Poz | Razred    | Št | Moštvo                                                  | Dirkači                                                      | Šasija               | Motor                      | Krogi |
| --- | --------- | -- | ------------------------------------------------------- | ------------------------------------------------------------ | -------------------- | -------------------------- | ----- |
| 23  | S +2.0    | 11 | Grand Touring Cars Inc. Ford Concessionaires France     | Derek Bell David Hobbs Vern Schuppan                         | Mirage M10           | Ford Cosworth DFV 3.0L V8  |       |
| 24  | S 2.0     | 34 | Kores Racing - France Chauffage                         | Michel Lateste Dominique Lacaud Christian Heinkélé           | Lola T297            | BMW 2.0L I4                |       |
| 25  | S 2.0     | 25 | Jean-Marie Lemerle                                      | Alain Levié Jean-Pierre Malcher Jean-Marie Lemerle           | Lola T298            | ROC-Chrysler 2.0L I4       |       |
| 26  | IMSA +2.5 | 62 | JMS Racing / Charles Pozzi                              | Jean-Claude Andruet Spartaco Dini                            | Ferrari 512BB/LM     | Ferrari 4.9L Flat-12       |       |
| 27  | S +2.0    | 14 | Essex Motorsport Porsche                                | Bob Wollek Hurley Haywood                                    | Porsche 936          | Porsche 2.1L Turbo Flat-6  |       |
| 28  | S 2.0     | 33 | Chevalley Racing Switzerland Racing Organisation Course | Marcel Tarres Alain Dechelette Charles Dechelette            | Chevron B36          | ROC-Chrysler 2.0L I4       |       |
| 29  | IMSA +2.5 | 63 | JMS Racing / Charles Pozzi                              | Michel Leclere Claude Ballot-Léna Peter Gregg                | Ferrari 512BB/LM     | Ferrari 4.9L Flat-12       |       |
| 30  | GTP3 3.0  | 55 | Merlin Plage Jean Rondeau                               | Jean Rondeau Jacky Haran                                     | Rondeau M379         | Ford Cosworth DFV 3.0L V8  |       |
| 31  | GT +3.0   | 87 | Christian Bussi                                         | Christian Bussi Bernard Salam                                | Porsche 934          | Porsche 3.0L Turbo Flat-6  |       |
| 32  | S +2.0    | 12 | Essex Motorsport Porsche                                | Jacky Ickx Brian Redman Jürgen Barth                         | Porsche 936          | Porsche 2.1L Turbo Flat-6  |       |
| 33  | GTP +3.0  | 51 | WM A.E.R.E.M.                                           | Roger Dorchy Denis Morin                                     | WM P79               | Peugeot PRV 2.7L Turbo V6  |       |
| 34  | Gr.5 +2.5 | 37 | Gelo Racing Sportswear Intl.                            | John Fitzpatrick Harald Grohs Jean-Louis Lafosse             | Porsche 935          | Porsche 3.0L Turbo Flat-6  |       |
| 35  | Gr.5 +2.5 | 36 | Gelo Racing Sportswear Intl.                            | Manfred Schurti Hans Heyer                                   | Porsche 935          | Porsche 3.0L Turbo Flat-6  |       |
| 36  | S 2.0     | 23 | Pronuptia                                               | Bruno Sotty Gérard Cuynet Marc Frischknecht                  | Lola T296            | Ford Cosworth BDG 2.0L I4  |       |
| 37  | S +2.0    | 3  | J.C. Racing Ltd.                                        | John Cooper Peter Lovett John Morrison                       | De Cadenet-Lola T380 | Ford Cosworth DFV 3.0L V8  |       |
| 38  | Gr.5 +2.0 | 35 | Carlo Pietromarchi                                      | Gianfranco Brancatelli Carlo Pietromarchi Maurizio Micangeli | De Tomaso Pantera    | Ford 5.8L V8               |       |
| 39  | S +2.0    | 10 | Grand Touring Cars Ltd. Ford Concessionaires France     | Vern Schuppan Jean-Pierre Jaussaud David Hobbs               | Mirage M10           | Ford Cosworth DFV 3.0L V8  |       |
| 40  | S 2.0     | 26 | Racing Organisation Course                              | Michel Dubois Pierre-François Rousselot Marc Menant          | Chevron B36          | ROC-Chrysler 2.0L I4       |       |
| 41  | IMSA +2.5 | 68 | Interscope Racing                                       | Ted Field Milt Minter John Morton                            | Porsche 935          | Porsche 3.0L Turbo Flat-6  |       |
| 42  | S 2.0     | 22 | Georges Morand                                          | Eric Vuagnat Daniel Laurent Jacques Boillat                  | Lola T296            | Ford Cosworth BDG 2.0L I4  |       |
| 43  | S 2.0     | 32 | BP Racing / Hubert Striebig                             | Alain Cudini Hubert Striebig Hughes Kirschoffer              | TOJ SC206            | BMW 2.0L I4                |       |
| 44  | S +2.0    | 1  | Chevalley Racing Switzerland                            | Xavier Lapeyre André Chevalley Patrick Perrier               | Lola T286            | Ford Cosworth DFV 3.0L V8  |       |
| 45  | S 2.0     | 17 | Cheetah Racing Cars                                     | Sandro Plastina Philippe Roux Mario Luini                    | Cheetah G601         | ROC-Chrysler 2.0L I4       |       |
| 46  | GTP +3.0  | 53 | WM A.E.R.E.M.                                           | Michel Pignard Jacques Coulon Serge Saulnier                 | WM P79               | Peugeot PRV 2.7L Turbo V6  |       |
| 47  | S 2.0     | 18 | Daniel Brillat                                          | Daniel Brillat Jean-Pierre Aeschlimann                       | Cheetah G601         | ROC-Chrysler 2.0L I4       |       |
| 48  | S 2.0     | 27 | Racing Organisation Course                              | Marc Sourd Florian Vetsch Robert Carmillet                   | Chevron B36          | ROC-Chrysler 2.0L I4       |       |
| 49  | IMSA +2.5 | 71 | Dick Barbour Racing                                     | Bob Akin Roy Woods Rob McFarland                             | Porsche 935          | Porsche 3.0L Turbo Flat-6  |       |
| 50  | IMSA +2.5 | 64 | North American Racing Team                              | Jean-Pierre Delaunay Cyril Grandet Preston Henn              | Ferrari 512BB/LM     | Ferrari 4.9L Flat-12       |       |
| 51  | S +2.0    | 6  | Dome Co. Ltd.                                           | Chris Craft Gordon Spice Tony Trimmer                        | Dome Zero RL         | Ford Cosworth DFV 3.0L V8  |       |
| 52  | IMSA +2.5 | 74 | Jean-Pierre Jarier                                      | Jean-Pierre Jarier Randy Townsend Raymond Touroul            | Porsche 935          | Porsche 2.9L Turbo Flat-6  |       |
| 53  | GTP +3.0  | 50 | Robin Hamilton                                          | Robin Hamilton Mike Salmon Dave Preece                       | Aston Martin DBS V8  | Aston Martin 5.3L Turbo V8 |       |
| 54  | S +2.0    | 7  | Dome Co. Ltd.                                           | Bob Evans Tony Trimmer                                       | Dome Zero RL         | Ford Cosworth DFV 3.0L V8  |       |
| 55  | S +2.0    | 8  | Alain de Cadenet                                        | François Migault Alain de Cadenet                            | De Cadenet-Lola T380 | Ford Cosworth DFV 3.0L V8  |       |

### Statistika
- Najboljši štartni položaj - #14 Essex Motorsport Porsche - 3:30.07
- Najhitrejši krog - #12 Essex Motorsport Porsche - 3:36.10
- Razdalja - 4173.930km
- Povprečna hitrost - 173.913km/h